# Spermacoce carolinensis
Spermacoce carolinensis är en måreväxtart som beskrevs av Rafaël Herman Anna Govaerts. Spermacoce carolinensis ingår i släktet Spermacoce och familjen måreväxter. Inga underarter finns listade i Catalogue of Life.